# NIFLプレミアシップ
NIFLプレミアシップ(Northern Ireland Football League Premiership)は、北アイルランドのサッカートップリーグである。2013年にリニューアルされ、現在の名称となった。スポンサー名を冠する場合は、スポーツダイレクト・プレミアシップ(Sports Direct Premiership)。

## 概要
リーグの前身は1890年に創設されたアイリッシュ・フットボールリーグ（Irish Football League）である。初年度の1890-91シーズンの参加チームはわずか8チームであった。1995年から2003年の間はプレミアディビジョンとファーストディビジョンの2部制で構成され、両ディビジョン間で昇格・降格が行われた。
2003年にリーグ改編が行われ、リーグ名称はアイリッシュ・プレミアリーグ（Irish Premier League）へ改称され、トップディビジョン参加チーム数は2002-03シーズンのプレミアディビジョン時代の12チームから16チームへ増加された。2008年に行われた2度目となるリーグ改編において、リーグ名称はIFAプレミアシップ（Irish Football Association Premiership）へ改称され、参加数は16チームから12チームへ戻された。2008-09シーズンのIFAプレミアシップに参加する12チームは成績や観客動員数、施設、女性やユースサッカーへの取り組みなどを評価して数値化したランキングによって決定された。バンガーが2部リーグから唯一選出された一方で、2007-08シーズンのプレミアリーグ5位のポータダウンは書類の提出が間に合わず、IFAチャンピオンシップに降格した。2013年にNIFLプレミアシップ（Northern Ireland Football League Premiership）へ改称された。

## 日程
リーグの日程は8月から翌年5月まで行われる。まず第1節から33節まで2回戦総当りのリーグ戦を行い、34節以降は上位6チーム（トップシックス、Top Six）と下位6チーム（ボトムシックス、Bottom Six）に分かれて順位決定戦を行い、
シーズン最終順位を決定する。

## 昇格および降格
最下位チームは2部リーグへ自動降格。11位チームは2部の2位チームと1部残留をかけたプレーオフへ進む。

## 2023-24シーズン所属クラブ
| クラブ名                 | ホームタウン         | ホームスタジアム             | 収容人数 |
| ------------------------ | -------------------- | ---------------------------- | -------- |
| バリーメナ・ユナイテッド | バリーメナ           | ザ・ショーグランド           | 3,824    |
| キャリック・レンジャーズ | キャリックファーガス | ラフショア・ホテル・アリーナ | 2,100    |
| クリフトンビル           | クリフトンビル       | ソリテュード                 | 3,054    |
| コールレーン             | コールレーン         | ザ・ショーグランド           | 4,843    |
| クルセイダーズ           | ベルファスト         | シービュー                   | 3,208    |
| ダンガノン・スウィフツ   | ダンガノン           | スタングモア・パーク         | 2,000    |
| グレナボン               | ラーガン             | モーンビュー・パーク         | 3,302    |
| グレントラン             | ベルファスト         | ザ・オーバル                 | 6,054    |
| ラーン                   | ラーン               | インヴェア・パーク           | 2,732    |
| リンフィールド           | ベルファスト         | ウィンザー・パーク           | 18,434   |
| ニューリー・シティ       | ニューリー           | ザ・ショーグランド           | 2,275    |
| ラフゴールFC             | ラフゴール           | レイクビュー・パーク         | 1,300    |

## 歴代優勝クラブ

### アイリッシュ・フットボールリーグ
| シーズン | 優勝 (回数)                             | 準優勝                            | 3位                               |
| -------- | --------------------------------------- | --------------------------------- | --------------------------------- |
| 1890-91  | リンフィールド (1)                      | アルスター                        | ディスティラリー                  |
| 1891-92  | リンフィールド (2)                      | アルスター                        | ランカシャー・フュージリアズ      |
| 1892-93  | リンフィールド (3)                      | クリフトンビル                    | ディスティラリー                  |
| 1893-94  | グレントラン (1)                        | リンフィールド                    | クリフトンビル                    |
| 1894-95  | リンフィールド (4)                      | ディスティラリー                  | グレントラン                      |
| 1895-96  | ディスティラリー (1)                    | クリフトンビル                    | リンフィールド                    |
| 1896-97  | グレントラン (2)                        | クリフトンビル                    | リンフィールド                    |
| 1897-98  | リンフィールド (5)                      | クリフトンビル                    | グレントラン                      |
| 1898-99  | ディスティラリー (2)                    | リンフィールド                    | クリフトンビル                    |
| 1899-00  | ベルファスト・セルティック (1)          | リンフィールド                    | ディスティラリー                  |
| 1900-01  | ディスティラリー (3)                    | グレントラン                      | ベルファスト・セルティック        |
| 1901-02  | リンフィールド (6)                      | グレントラン                      | ディスティラリー                  |
| 1902-03  | ディスティラリー (4)                    | リンフィールド                    | グレントラン                      |
| 1903-04  | リンフィールド (7)                      | ディスティラリー                  | グレントラン                      |
| 1904-05  | グレントラン (3)                        | ベルファスト・セルティック        | リンフィールド                    |
| 1905-06  | クリフトンビル (1) ディスティラリー (5) |                                   | リンフィールド                    |
| 1906-07  | リンフィールド (8)                      | シェルボーン                      | ディスティラリー                  |
| 1907-08  | リンフィールド (9)                      | クリフトンビル                    | グレントラン                      |
| 1908-09  | リンフィールド (10)                     | グレントラン                      | シェルボーン                      |
| 1909-10  | クリフトンビル (2)                      | ベルファスト・セルティック        | リンフィールド                    |
| 1910-11  | リンフィールド (11)                     | グレントラン                      | ベルファスト・セルティック        |
| 1911-12  | グレントラン (4)                        | ディスティラリー                  | ベルファスト・セルティック        |
| 1912-13  | グレントラン (5)                        | ディスティラリー                  | リンフィールド                    |
| 1913-14  | リンフィールド (12)                     | グレントラン                      | ベルファスト・セルティック        |
| 1914-15  | ベルファスト・セルティック (2)          | グレントラン                      | リンフィールド                    |
| 1915-19  | 第1次世界大戦勃発によりリーグ中断       | 第1次世界大戦勃発によりリーグ中断 | 第1次世界大戦勃発によりリーグ中断 |
| 1919-20  | ベルファスト・セルティック (3)          | ディスティラリー                  | グレントラン                      |
| 1920-21  | グレントラン (6)                        | グレナボン                        | リンフィールド                    |
| 1921-22  | リンフィールド (13)                     | グレントラン                      | ディスティラリー                  |
| 1922-23  | リンフィールド (14)                     | クイーンズ・アイランド            | グレントラン                      |
| 1923-24  | クイーンズ・アイランド (1)              | ディスティラリー                  | リンフィールド                    |
| 1924-25  | グレントラン (7)                        | クイーンズ・アイランド            | ベルファスト・セルティック        |
| 1925-26  | ベルファスト・セルティック (4)          | グレントラン                      | ラーン                            |
| 1926-27  | ベルファスト・セルティック (5)          | クイーンズ・アイランド            | ディスティラリー                  |
| 1927-28  | ベルファスト・セルティック (6)          | リンフィールド                    | ニューリー・タウン                |
| 1928-29  | ベルファスト・セルティック (7)          | リンフィールド                    | グレントラン                      |
| 1929-30  | リンフィールド (15)                     | グレントラン                      | コールレーン                      |
| 1930-31  | グレントラン (8)                        | リンフィールド                    | ベルファスト・セルティック        |
| 1931-32  | リンフィールド (16)                     | デリー・シティ                    | ベルファスト・セルティック        |
| 1932-33  | ベルファスト・セルティック (8)          | ディスティラリー                  | リンフィールド                    |
| 1933-34  | リンフィールド (17)                     | ベルファスト・セルティック        | グレントラン                      |
| 1934-35  | リンフィールド (18)                     | デリー・シティ                    | ベルファスト・セルティック        |
| 1935-36  | ベルファスト・セルティック (9)          | デリー・シティ                    | リンフィールド                    |
| 1936-37  | ベルファスト・セルティック (10)         | デリー・シティ                    | リンフィールド                    |
| 1937-38  | ベルファスト・セルティック (11)         | デリー・シティ                    | ポータダウン                      |
| 1938-39  | ベルファスト・セルティック (12)         | バリーメナ・ユナイテッド          | デリー・シティ                    |
| 1939-40  | ベルファスト・セルティック (13)         | ポータダウン                      | グレントラン                      |
| 1940-47  | 第2次世界大戦勃発によりリーグ中断       | 第2次世界大戦勃発によりリーグ中断 | 第2次世界大戦勃発によりリーグ中断 |
| 1947-48  | ベルファスト・セルティック (14)         | リンフィールド                    | バリーメナ・ユナイテッド          |
| 1948-49  | リンフィールド (19)                     | ベルファスト・セルティック        | グレントラン                      |
| 1949-50  | リンフィールド (20)                     | グレントラン                      | ディスティラリー                  |
| 1950-51  | グレントラン (9)                        | リンフィールド                    | グレナボン                        |
| 1951-52  | グレナボン (1)                          | ディスティラリー                  | コールレーン                      |
| 1952-53  | グレントラン (10)                       | リンフィールド                    | バリーメナ・ユナイテッド          |
| 1953-54  | リンフィールド (21)                     | グレントラン                      | グレナボン                        |
| 1954-55  | リンフィールド (22)                     | グレナボン                        | クリフトンビル                    |
| 1955-56  | リンフィールド (23)                     | グレナボン                        | バンゴー                          |
| 1956-57  | グレナボン (2)                          | リンフィールド                    | グレントラン                      |
| 1957-58  | アーズ (1)                              | グレナボン                        | バリーメナ・ユナイテッド          |
| 1958-59  | リンフィールド (24)                     | グレナボン                        | グレントラン                      |
| 1959-60  | グレナボン (3)                          | グレントラン                      | ディスティラリー                  |
| 1960-61  | リンフィールド (25)                     | ポータダウン                      | アーズ                            |
| 1961-62  | リンフィールド (26)                     | ポータダウン                      | バリーメナ・ユナイテッド          |
| 1962-63  | ディスティラリー (6)                    | リンフィールド                    | ポータダウン                      |
| 1963-64  | グレントラン (11)                       | コールレーン                      | デリー・シティ                    |
| 1964-65  | デリー・シティ (1)                      | コールレーン                      | クルセイダース                    |
| 1965-66  | リンフィールド (27)                     | デリー・シティ                    | グレントラン                      |
| 1966-67  | グレントラン (12)                       | リンフィールド                    | デリー・シティ                    |
| 1967-68  | グレントラン (13)                       | リンフィールド                    | コールレーン                      |
| 1968-69  | リンフィールド (28)                     | デリー・シティ                    | コールレーン                      |
| 1969-70  | グレントラン (14)                       | コールレーン                      | アーズ                            |
| 1970-71  | リンフィールド (29)                     | グレントラン                      | ディスティラリー                  |
| 1971-72  | グレントラン (15)                       | ポータダウン                      | アーズ                            |
| 1972-73  | クルセイダース (1)                      | アーズ                            | ポータダウン                      |
| 1973-74  | コールレーン (1)                        | ポータダウン                      | クルセイダース                    |
| 1974-75  | リンフィールド (30)                     | コールレーン                      | グレントラン                      |
| 1975-76  | クルセイダース (2)                      | グレントラン                      | コールレーン                      |
| 1976-77  | グレントラン (16)                       | グレナボン                        | リンフィールド                    |
| 1977-78  | リンフィールド (31)                     | グレントラン                      | グレナボン                        |
| 1978-79  | リンフィールド (32)                     | グレナボン                        | アーズ                            |
| 1979-80  | リンフィールド (33)                     | バリーメナ・ユナイテッド          | グレントラン                      |
| 1980-81  | グレントラン (17)                       | リンフィールド                    | バリーメナ・ユナイテッド          |
| 1981-82  | リンフィールド (34)                     | グレントラン                      | コールレーン                      |
| 1982-83  | リンフィールド (35)                     | グレントラン                      | コールレーン                      |
| 1983-84  | リンフィールド (36)                     | グレントラン                      | クリフトンビル                    |
| 1984-85  | リンフィールド (37)                     | コールレーン                      | グレントラン                      |
| 1985-86  | リンフィールド (38)                     | コールレーン                      | アーズ                            |
| 1986-87  | リンフィールド (39)                     | コールレーン                      | アーズ                            |
| 1987-88  | グレントラン (18)                       | リンフィールド                    | コールレーン                      |
| 1988-89  | リンフィールド (40)                     | グレントラン                      | コールレーン                      |
| 1989-90  | ポータダウン (1)                        | グレナボン                        | グレントラン                      |
| 1990-91  | ポータダウン (2)                        | バンゴー                          | グレントラン                      |
| 1991-92  | グレントラン (19)                       | ポータダウン                      | リンフィールド                    |
| 1992-93  | リンフィールド (41)                     | クルセイダース                    | バンゴー                          |
| 1993-94  | リンフィールド (42)                     | ポータダウン                      | グレナボン                        |
| 1994-95  | クルセイダース (3)                      | グレナボン                        | ポータダウン                      |

### アイリッシュ・フットボールリーグ・プレミアディビジョン
| シーズン | 優勝 (回数)         | 準優勝         | 3位            |
| -------- | ------------------- | -------------- | -------------- |
| 1995-96  | ポータダウン (3)    | クルセイダース | グレントラン   |
| 1996-97  | クルセイダース (4)  | コールレーン   | グレントラン   |
| 1997-98  | クリフトンビル (3)  | リンフィールド | ポータダウン   |
| 1998-99  | グレントラン (20)   | リンフィールド | クルセイダース |
| 1999-00  | リンフィールド (43) | コールレーン   | グレナボン     |
| 2000-01  | リンフィールド (44) | グレナボン     | グレントラン   |
| 2001-02  | ポータダウン (4)    | グレントラン   | リンフィールド |
| 2002-03  | グレントラン (21)   | ポータダウン   | コールレーン   |

### アイリッシュ・プレミアリーグ
| シーズン | 優勝 (回数)         | 準優勝         | 3位                          |
| -------- | ------------------- | -------------- | ---------------------------- |
| 2003-04  | リンフィールド (45) | ポータダウン   | リスバーン・ディスティラリー |
| 2004-05  | グレントラン (22)   | リンフィールド | ポータダウン                 |
| 2005-06  | リンフィールド (46) | グレントラン   | ポータダウン                 |
| 2006-07  | リンフィールド (47) | グレントラン   | クリフトンビル               |
| 2007-08  | リンフィールド (48) | グレントラン   | クリフトンビル               |

### IFAプレミアシップ
| シーズン | 優勝 (回数)         | 準優勝         | 3位            |
| -------- | ------------------- | -------------- | -------------- |
| 2008-09  | グレントラン (23)   | リンフィールド | クルセイダース |
| 2009-10  | リンフィールド (49) | クリフトンビル | グレントラン   |
| 2010-11  | リンフィールド (50) | クルセイダース | グレントラン   |
| 2011-12  | リンフィールド (51) | ポータダウン   | クリフトンビル |
| 2012-13  | クリフトンビル (4)  | クルセイダース | リンフィールド |

### NIFLプレミアシップ
| シーズン | 優勝 (回数)         | 準優勝                   | 3位            |
| -------- | ------------------- | ------------------------ | -------------- |
| 2013-14  | クリフトンビル (5)  | リンフィールド           | クルセイダーズ |
| 2014-15  | クルセイダーズ (5)  | リンフィールド           | グレナボン     |
| 2015-16  | クルセイダーズ (6)  | リンフィールド           | グレナボン     |
| 2016-17  | リンフィールド (52) | クルセイダーズ           | コールレーン   |
| 2017-18  | クルセイダーズ (7)  | コールレーン             | グレナボン     |
| 2018-19  | リンフィールド (53) | バリーメナ・ユナイテッド | グレナボン     |
| 2019-20  | リンフィールド(54)  | コールレーン             | クルセイダーズ |
| 2020-21  | リンフィールド (55) | コールレーン             | グレントラン   |
| 2021-22  | リンフィールド (56) | クリフトンビル           | グレントラン   |
| 2022-23  | ラーン (1)          | リンフィールド           | グレントラン   |

## クラブ別優勝回数
| クラブ                       | 優勝 | 2位 | 優勝シーズン |
| ---------------------------- | ---- | --- | --- |
| リンフィールド               | 56   | 24  | 1890-91, 1891-92, 1892-93, 1894-95, 1897-98, 1901-02, 1903-04, 1906-07, 1907-08, 1908-09, 1910-11, 1913-14, 1921-22, 1922-23, 1929-30, 1931-32, 1933-34, 1934-35, 1948-49, 1949-50, 1953-54, 1954-55, 1955-56, 1958-59, 1960-61, 1961-62, 1965-66, 1968-69, 1970-71, 1974-75, 1977-78, 1978-79, 1979-80, 1981-82, 1982-83, 1983-84, 1984-85, 1985-86, 1986-87, 1988-89, 1992-93, 1993-94, 1999-00, 2000-01, 2003-04, 2005-06, 2006-07, 2007-08, 2009-10, 2010-11, 2011-12, 2016-17, 2018-19, 2019-20, 2020-21, 2021-22 |
| グレントラン                 | 23   | 23  | 1893-94, 1896-97, 1904-05, 1911-12, 1912-13, 1920-21, 1924-25, 1930-31, 1950-51, 1952-53, 1963-64, 1966-67, 1967-68, 1969-70, 1971-72, 1976-77, 1980-81, 1987-88, 1991-92, 1998-99, 2002-03, 2004-05, 2008-09 |
| ベルファスト・セルティック   | 14   | 4   | 1899-00, 1914-15, 1919-20, 1925-26, 1926-27, 1927-28, 1928-29, 1932-33, 1935-36, 1936-37, 1937-38, 1938-39, 1939-40, 1947-48 |
| クルセイダーズ               | 7    | 5   | 1972-73, 1975-76, 1994-95, 1996-97, 2014-15, 2015-16, 2017-18 |
| リスバーン・ディスティラリー | 6    | 8   | 1895-96, 1898-99, 1900-01, 1902-03, 1905-06, 1962-63 |
| クリフトンビル               | 5    | 7   | 1905-06, 1909-10, 1997-98, 2012-13, 2013-14 |
| ポータダウン                 | 4    | 10  | 1989-90, 1990-91, 1995-96, 2001-02 |
| グレナボン                   | 3    | 10  | 1951-52, 1956-57, 1959-60 |
| コールレーン                 | 1    | 11  | 1973-74 |
| デリー・シティ               | 1    | 7   | 1964-65 |
| クイーンズ・アイランド       | 1    | 3   | 1923-24 |
| アーズ                       | 1    | 1   | 1957-58 |
| ラーン                       | 1    | 0   | 2022-23 |

### 都市別優勝回数
| 都市           | 回数 | クラブ |
| -------------- | ---- | --- |
| ベルファスト   | 110  | リンフィールド (56), グレントラン (23), ベルファスト・セルティック (14), クルセイダース (7) リスバーン・ディスティラリー (6), クリフトンビル (5), クイーンズ・アイランド (1) |
| ポータダウン   | 4    | ポータダウン (4) |
| ラーガン       | 3    | グレナボン (3) |
| コールレーン   | 1    | コールレーン (1) |
| デリー         | 1    | デリー・シティ (1) |
| ニュートナーズ | 1    | アーズ (1) |
| ラーン         | 1    | ラーン (1) |

## 歴代得点王
| シーズン | 選手 (所属)                                       | 所属クラブ                            | 得点                              |
| -------- | ------------------------------------------------- | ------------------------------------- | --------------------------------- |
| 1890-91  | ロバート・ヒル                                    | リンフィールド                        | 20                                |
| 1891-92  | ティム・モリソン                                  | リンフィールド                        | 21                                |
| 1892-93  | ロバート・ヒル ジャームズ・パーシー               | リンフィールド クリフトンビル         | 9                                 |
| 1893-94  | マイケル・マックアーリン                          | リンフィールド                        | 9                                 |
| 1894-95  | ジョージ・ゴークロジャー ジョー・マッカレン       | リンフィールド                        | 4                                 |
| 1895-96  | 不明                                              |                                       |                                   |
| 1896–97  | ジョニー・ダーリング リチャード・ペデン           | リンフィールド                        | 6                                 |
| 1897–98  | 不明                                              |                                       |                                   |
| 1898–99  | 不明                                              |                                       |                                   |
| 1899–00  | 不明                                              |                                       |                                   |
| 1900–01  | 不明                                              |                                       |                                   |
| 1901–02  | 不明                                              |                                       |                                   |
| 1902–03  | 不明                                              |                                       |                                   |
| 1903–04  | 不明                                              |                                       |                                   |
| 1904–05  | 不明                                              |                                       |                                   |
| 1905–06  | 不明                                              |                                       |                                   |
| 1906–07  | 不明                                              |                                       |                                   |
| 1907–08  | 不明                                              |                                       |                                   |
| 1908–09  | 不明                                              |                                       |                                   |
| 1909–10  | 不明                                              |                                       |                                   |
| 1910–11  | 不明                                              |                                       |                                   |
| 1911–12  | 不明                                              |                                       |                                   |
| 1912–13  | 不明                                              |                                       |                                   |
| 1913–14  | 不明                                              |                                       |                                   |
| 1914–15  | 不明                                              |                                       |                                   |
| 1915–16  | 第1次世界大戦勃発によりリーグ中断                 | 第1次世界大戦勃発によりリーグ中断     | 第1次世界大戦勃発によりリーグ中断 |
| 1916-17  | 第1次世界大戦勃発によりリーグ中断                 | 第1次世界大戦勃発によりリーグ中断     | 第1次世界大戦勃発によりリーグ中断 |
| 1917-18  | 第1次世界大戦勃発によりリーグ中断                 | 第1次世界大戦勃発によりリーグ中断     | 第1次世界大戦勃発によりリーグ中断 |
| 1918-19  | 第1次世界大戦勃発によりリーグ中断                 | 第1次世界大戦勃発によりリーグ中断     | 第1次世界大戦勃発によりリーグ中断 |
| 1919–20  | 不明                                              |                                       |                                   |
| 1920–21  | 不明                                              |                                       |                                   |
| 1921–22  | 不明                                              |                                       |                                   |
| 1922–23  | 不明                                              |                                       |                                   |
| 1923–24  | 不明                                              |                                       |                                   |
| 1924–25  | 不明                                              |                                       |                                   |
| 1925–26  | 不明                                              |                                       |                                   |
| 1926–27  | ジョー・バンブリック                              | グレントラン                          | 28                                |
| 1927–28  | 不明                                              |                                       |                                   |
| 1928–29  | ジョー・バンブリック                              | リンフィールド                        | 43                                |
| 1929–30  | ジョー・バンブリック                              | リンフィールド                        | 50                                |
| 1930–31  | フレッド・ロバーツ                                | グレントラン                          | 55                                |
| 1931–32  | 不明                                              |                                       |                                   |
| 1932–33  | ジョー・バンブリック                              | リンフィールド                        | 40                                |
| 1933–34  | 不明                                              |                                       |                                   |
| 1934–35  | 不明                                              |                                       |                                   |
| 1935–36  | 不明                                              |                                       |                                   |
| 1936–37  | 不明                                              |                                       |                                   |
| 1937–38  | 不明                                              |                                       |                                   |
| 1938–39  | 不明                                              |                                       |                                   |
| 1939–40  | 不明                                              |                                       |                                   |
| 1940–41  | 第2次世界大戦勃発によりリーグ中断                 | 第2次世界大戦勃発によりリーグ中断     | 第2次世界大戦勃発によりリーグ中断 |
| 1941-42  | 第2次世界大戦勃発によりリーグ中断                 | 第2次世界大戦勃発によりリーグ中断     | 第2次世界大戦勃発によりリーグ中断 |
| 1942-43  | 第2次世界大戦勃発によりリーグ中断                 | 第2次世界大戦勃発によりリーグ中断     | 第2次世界大戦勃発によりリーグ中断 |
| 1943-44  | 第2次世界大戦勃発によりリーグ中断                 | 第2次世界大戦勃発によりリーグ中断     | 第2次世界大戦勃発によりリーグ中断 |
| 1944-45  | 第2次世界大戦勃発によりリーグ中断                 | 第2次世界大戦勃発によりリーグ中断     | 第2次世界大戦勃発によりリーグ中断 |
| 1945-46  | 第2次世界大戦勃発によりリーグ中断                 | 第2次世界大戦勃発によりリーグ中断     | 第2次世界大戦勃発によりリーグ中断 |
| 1946-47  | 第2次世界大戦勃発によりリーグ中断                 | 第2次世界大戦勃発によりリーグ中断     | 第2次世界大戦勃発によりリーグ中断 |
| 1947–48  | ジミー・ジョーンズ                                | ベルファスト・セルティック            | 28                                |
| 1948–49  | ビリー・シンプソン                                | リンフィールド                        | 19                                |
| 1949–50  | サミー・ヒューズ                                  | グレントラン                          | 23                                |
| 1950–51  | サミー・ヒューズ ウォルター・アレン               | グレントラン ポータダウン             | 23                                |
| 1951–52  | ジミー・ジョーンズ                                | グレナボン                            | 27                                |
| 1952–53  | サミー・ヒューズ                                  | グレントラン                          | 28                                |
| 1953–54  | ジミー・ジョーンズ                                | グレナボン                            | 32                                |
| 1954–55  | フェイ・コイル                                    | コールレーン                          | 20                                |
| 1955–56  | ジミー・ジョーンズ                                | グレナボンFC                          | 26                                |
| 1956–57  | ジミー・ジョーンズ                                | グレナボンFC                          | 33                                |
| 1957–58  | ジャッキー・ミルバーン                            | リンフィールド                        | 29                                |
| 1958–59  | ジャッキー・ミルバーン                            | リンフィールド                        | 26                                |
| 1959–60  | ジミー・ジョーンズ                                | グレナボン                            | 29                                |
| 1960–61  | トレヴァー・トンプソン                            | グレントラン                          | 22                                |
| 1961–62  | ミック・リンチ                                    | アーズ                                | 20                                |
| 1962–63  | ジョー・メルドラム                                | ディスティラリー                      | 27                                |
| 1963–64  | トレヴァー・トンプソン                            | リンフィールド                        | 21                                |
| 1964–65  | ケニー・ハリデイ デニス・ガイ                     | コールレーン グレナボン               | 19                                |
| 1965–66  | サミー・ペイヴィス                                | リンフィールド                        | 28                                |
| 1966–67  | サミー・ペイヴィス                                | リンフィールド                        | 25                                |
| 1967–68  | サミー・ペイヴィス                                | リンフィールド                        | 30                                |
| 1968–69  | ダニー・ヘイル                                    | デリー・シティ                        | 21                                |
| 1969–70  | デズ・ディクソン                                  | コールレーン                          | 21                                |
| 1970–71  | ブライアン・ハミルトン                            | リンフィールド                        | 18                                |
| 1971–72  | ピーター・ワトソン デズ・ディクソン               | ディスティラリー コールレーン         | 15                                |
| 1972–73  | デズ・ディクソン                                  | コールレーン                          | 23                                |
| 1973–74  | デズ・ディクソン                                  | コールレーン                          | 24                                |
| 1974–75  | マーティン・マローン                              | ポータダウン                          | 15                                |
| 1975–76  | デズ・ディクソン                                  | コールレーン                          | 23                                |
| 1976–77  | ロニー・マカティア                                | クルセイダース                        | 20                                |
| 1977–78  | ワレン・フィーニー                                | グレントラン                          | 17                                |
| 1978–79  | トミー・アームストロング                          | アーズ                                | 21                                |
| 1979–80  | ジミー・マーティン                                | グレントラン                          | 17                                |
| 1980–81  | デズ・ディクソン ポール・マローン                 | コールレーン バリーメナ・ユナイテッド | 18                                |
| 1981–82  | ゲイリー・ブラックリッジ                          | グレントラン                          | 18                                |
| 1982–83  | ジム・キャンベル                                  | アーズ                                | 15                                |
| 1983–84  | マーティン・マゲイヒー トレヴァー・アンダーソン   | リンフィールド                        | 15                                |
| 1984–85  | マーティン・マゲイヒー                            | リンフィールド                        | 34                                |
| 1985–86  | レヴァー・アンダーソン                            | リンフィールド                        | 14                                |
| 1986–87  | レイ・マッコイ ゲイリー・マカートニー             | コールレーン グレントラン             | 14                                |
| 1987–88  | マーティン・マゲイヒー                            | リンフィールド                        | 18                                |
| 1988–89  | スティーヴン・バクスター                          | リンフィールド                        | 17                                |
| 1989–90  | マーティン・マゲイヒー                            | リンフィールド                        | 19                                |
| 1990–91  | スティーヴン・マクブライド                        | グレナボン                            | 22                                |
| 1991–92  | ハリー・マックコート スティーヴン・マクブライド   | オマー・タウン グレナボン             | 18                                |
| 1992-93  | スティーヴ・コーワン                              | ポータダウン                          | 23                                |
| 1993-94  | ダレン・アースキン スティーヴン・マクブライド     | アーズ グレナボン                     | 22                                |
| 1994-95  | グレン・ファーガソン                              | グレナボン                            | 27                                |
| 1995-96  | ガリー・ヘイロック                                | ポータダウン                          | 19                                |
| 1996-97  | ガリー・ヘイロック                                | ポータダウン                          | 16                                |
| 1997-98  | ヴィニー・アーキンス                              | ポータダウン                          | 22                                |
| 1998-99  | ヴィニー・アーキンス                              | ポータダウン                          | 19                                |
| 1999-00  | ヴィニー・アーキンス                              | ポータダウン                          | 29                                |
| 2000-01  | デイヴィー・ラルムアー                            | リンフィールド                        | 17                                |
| 2001-02  | ヴィニー・アーキンス                              | ポータダウン                          | 30                                |
| 2002-03  | ヴィニー・アーキンス                              | ポータダウン                          | 29                                |
| 2003-04  | グレン・ファーガソン                              | リンフィールド                        | 25                                |
| 2004-05  | クリス・モーガン                                  | グレントラン                          | 19                                |
| 2005-06  | ピーター・トンプソン                              | リンフィールド                        | 25                                |
| 2006-07  | ゲイリー・ハミルトン                              | グレントラン                          | 27                                |
| 2007-08  | ピーター・トンプソン                              | リンフィールド                        | 29                                |
| 2008-09  | カーティス・アレン                                | ディスティラリー                      | 19                                |
| 2009-10  | ロリー・パターソン                                | コールレーン                          | 30                                |
| 2010-11  | ピーター・トンプソン                              | リンフィールド                        | 23                                |
| 2011-12  | ゲイリー・マカッチョン                            | クルセイダース                        | 27                                |
| 2012-13  | リアム・ボイス                                    | クリフトンビル                        | 29                                |
| 2013-14  | ジョー・ゴームリー                                | クリフトンビル                        | 28                                |
| 2014-15  | ジョー・ゴームリー                                | クリフトンビル                        | 31                                |
| 2015-16  | ポール・ヒートリー アンドリュー・ウォーターワース | クルセイダース リンフィールド         | 22                                |
| 2016-17  | アンドリュー・ミッチェル                          | ダンガノン                            | 25                                |
| 2017-18  | ジョー・ゴームリー                                | クリフトンビル                        | 24                                |
| 2018-19  | ジョー・ゴームリー                                | クリフトンビル                        | 20                                |
| 2019-20  | ジョー・ゴームリー                                | クリフトンビル                        | 18                                |
| 2020-21  | シェイン・ラヴェリー                              | リンフィールド                        | 23                                |
| 2021-22  | ジェイ・ドネリー                                  | グレントラン                          | 25                                |
| 2022-23  | マシュー・シェブリン                              | コールレーン                          | 21                                |

## 昇格・降格記録
| 年度    | 降格                                                                                     | 昇格                                            |
| 1995-96 | バンゴー                                                                                 | コールレーン                                    |
| 1996-97 | なし                                                                                     | バリーメナ・ユナイテッド オマー・タウン         |
| 1997-98 | アーズ                                                                                   | ニューリー・タウン                              |
| 1998-99 | オマー・タウン                                                                           | ディスティラリー                                |
| 1999-00 | リスバーン・ディスティラリー                                                             | オマー・タウン                                  |
| 2000-01 | バリーメナ・ユナイテッド                                                                 | アーズ                                          |
| 2001-02 | なし                                                                                     | リスバーン・ディスティラリー インスティチュート |
| 2002-03 | アーマー・シティ バリークレア・コムレイズ バンゴー キャリック・レンジャーズ              | なし                                            |
| 2003-04 | グレナボン                                                                               | ラフゴール                                      |
| 2004-05 | クルセイダース オマー・タウン                                                            | アーマー・シティ グレナボン                     |
| 2005-06 | アーズ インスティチュート                                                                | クルセイダース ドネゴール・セルティック         |
| 2006-07 | ラフゴール                                                                               | インスティチュート                              |
| 2007-08 | アーマー・シティ ドネゴール・セルティック ラーン リマヴァディ・ユナイテッド ポータダウン | バンゴー                                        |
| 2008-09 | バンゴー                                                                                 | ポータダウン                                    |
| 2009-10 | インスティチュート                                                                       | ドネゴール・セルティック1                       |
| 2010-11 | ニューリー・シティ                                                                       | キャリック・レンジャーズ                        |
| 2011-12 | キャリック・レンジャーズ                                                                 | バリナマラード・ユナイテッド                    |
| 2012-13 | ドネゴール・セルティック リスバーン・ディスティラリー                                    | アーズ ワレンポイント・タウン                   |
| 2013-14 | アーズ                                                                                   | インスティテュート                              |
| 2014-15 | インスティテュート                                                                       | キャリック・レンジャーズ                        |
| 2015-16 | ワレンポイント・タウン                                                                   | アーズ                                          |
| 2016-17 | ポータダウン                                                                             | ワレンポイント・タウン                          |
| 2017-18 | キャリック・レンジャーズ バリナマラード・ユナイテッド                                    | インスティテュート ニューリー・シティ           |
| 2018-19 | アーズ ニューリー・シティ                                                                | ラーン キャリック・レンジャーズ                 |
| 2019-20 | インスティテュート                                                                       | ポータダウン                                    |
| 2020-21 | なし                                                                                     | なし                                            |
| 2021-22 | ワレンポイント・タウン                                                                   | ニューリー・シティ                              |
| 2022-23 | ポータダウン                                                                             | ラフゴール                                      |

1 優勝したラフゴールは昇格に必要なクラブライセンスを取得しなかったため、2位のドネゴール・セルティックがインスティテュートとの入れ替え戦に勝利し、昇格を決めた。